# Michele Mary Smith
Michele Mary Smith (Califon, New Jersey, 21 juni 1967) is een Amerikaans voormalig softbalster en olympisch kampioene. Ze speelde softbal op en studeerde aan de Oklahoma State University.
Smith softbalde ook in Japan.